# Holcaeus varro
Holcaeus varro är en stekelart som först beskrevs av Walker 1840.  Holcaeus varro ingår i släktet Holcaeus och familjen puppglanssteklar. Arten är reproducerande i Sverige. Inga underarter finns listade i Catalogue of Life.